# Disk Order
Disk Order — условно бесплатный двухпанельный файловый менеджер с закрытым исходным кодом работающий под управлением операционной системы macOS.

## Описание
Файловый менеджер предоставляет пользователям простой в использовании инструмент, который позволяет без особых проблем производить разнообразные операции с любыми типами файлов в операционной системе macOS.
Disk Order является более продвинутым по функциональным возможностям расширением над встроенным в операционную систему Apple Mac OS системным файловым менеджером Finder.
Файловый менеджер имеет встроенный FTP-клиент, просмотрщик графических файлов, медиа-проигрыватель, iPod Browse для прослушивания записанной музыки на iPod, а также поддерживает работу с архивами (TAR, GZ, TGZ, BZ, bz2, TBZ, ZIP), которые может открывать для чтения и редактирования внутри менеджера, поддерживает юникод, табы, drag-and-drop, плагины, синхронизацию каталогов, групповое переименование файлов, настройку горячих клавиш меню, цветовые схемы, гибкий поиск и интерфейс командной строки.